# Play - Prémios da Música Portuguesa para Prémio Lusofonia
Play - Prémios da Música Portuguesa para Prémio Lusofonia é um prêmio dado anualmente no Play - Prémios da Música Portuguesa, uma cerimônia estabelecida em 2019. Essa categoria visa valorizar o trabalho de artistas lusófonos não-portugueses.

## Vencedores e indicados
| Ano  | Vencedor(a)                                   | Indicados | Ref.        |  |
| ---- | --------------------------------------------- | --- | ----------- |  |
| 2019 | "Nada Mudou" — Matias Damásio                 | - "Din Din Din" — Ludmilla - ""Nubian Queen" — Nelson Freitas - "Se Eu Soubesse" — C4 Pedro                          | [ 2 ]       |  |
| 2020 | "Sonhos" — Tainá                              | - "Menina Solta" — Giulia Be - "Terremoto" — Anitta e Kevinho - "Um Pôr do Sol na Praia" — Silva e Ludmilla          | [ 3 ]       |  |
| 2021 | "É Tudo Pra Ontem" – Emicida com Gilberto Gil | - "Inesquecível" — Giulia Be e Luan Santana - "Nzambi" – Esperança (Paulo Flores e Prodígio) - "Te Gusta" — Kevinho  | [ 4 ]       |  |
| 2022 | "Jeito Alegre de Chorar" — Paulo Flores       | - "Hino à Gratidão" — Mário Lúcio - "Modo Turbo" — Luísa Sonza, Anitta e Pabllo Vittar - "Nossas Coisas" — C4 Pedro  | [ 5 ]       |  |
| 2023 | "Dançarina" — Pedro Sampaio com MC Pedrinho   | - "Bom Bom" — Batida com Mayra Andrade - "Como Antes" — Matias Damásio - "No Chão Novinha" — Anitta e Pedro Sampaio  | [ 6 ]       |  |
| 2024 | "Tá OK" — Dennis DJ e Kevin o Chris           | - "Chico" — Luísa Sonza - "Conexões de Máfia" — Matuê com Rich the Kid - "Perfeita" — Giulia Be                      | [ 7 ]       |  |
| 2025 | "Cavalinho" — Pedro Sampaio com Gasparzinho   | - "Crack com Mussilon" — Matuê - "Macetando" — Ivete Sangalo e Ludmilla - "Sagrado Profano" — Luísa Sonza e KayBlack | [ 8 ] [ 9 ] |  |